# Барышевский, Владимир Григорьевич
Владимир Григорьевич Барышевский (род. 1 июля 1940, Минск) — советский и белорусский учёный-физик, профессор. Заслуженный деятель науки Республики Беларусь (1996), лауреат Государственной премии Республики Беларусь (2003).

## Биография
Окончил физический факультет БГУ в 1962 году.
Аспирантура в 1962—1965 годах (ОИЯИ, г. Дубна, Российская Федерация). Кандидат физико-математических наук (1965, Белорусский государственный университет). Далее работал ассистентом, старшим преподавателем, старшим научным сотрудником, доцентом, профессором кафедры ядерной физики БГУ (1965—1986). Доктор физико-математических наук (1974, МИФИ), профессор кафедры ядерной физики (1977).
В 1986—2012 годах — организатор и первый директор Научно-исследовательского института ядерных проблем Белорусского государственного университета (НИИ ЯП БГУ, Минск). В настоящее время — главный научный сотрудник и почетный директор НИИ ЯП БГУ.
Член Совета по защите диссертаций Д 01.05.02 при Институте физики им. Б. И. Степанова НАН Беларуси, член редколлегии «Журнала прикладной спектроскопии».

## Научная деятельность
Автор двух открытий СССР:
Научное открытие «Явление ядерной прецессии нейтронов»
Формула открытия: «Теоретически установлено неизвестное ранее явление ядерной прецессии нейтронов, заключающееся в том, что при прохождении нейтронов через вещество с поляризованными ядрами возникает прецессия спинов нейтронов вокруг направления поляризации ядер вещества, обусловленная ядерным взаимодействием нейтронов с ядрами». (Авторы: В. Г. Барышевский, М. И. Подгорецкий. Номер и дата приоритета: N 224 от 3 апреля 1964 г)
Научное открытие «Явление вращения плоскости поляризации жестких гамма-квантов»
Формула открытия: «Установлено неизвестное ранее явление вращения плоскости поляризации жестких гамма-квантов, заключающееся в том, что при прохождении гамма-квантов через среду с поляризованными электронами происходит поворот плоскости поляризации гамма-квантов, обусловленный спин-спиновым взаимодействием электрона с фотоном». (Авторы: Барышевский В. Г., Лобашев В. М., Любошиц В. Л., Серебров А. П., Смотрицкий Л. М. Номер и дата приоритета: N 360 с приоритетом от 12 февраля 1965 г. в части теоретического обоснования и 28 июля 1971 г. в части экспериментального доказательства явления. Заявка на открытие: N ОТ-10886 от 13 февраля 1984 г. Дата регистрации: 22 декабря 1988 г. Дата выдачи диплома: 21 июня 1991 г.)
Основные области научных интересов
- исследования в области объемных лазеров на свободных электронах;
- ядерная оптика поляризованных сред;
- электромагнитные процессы в кристаллах при высоких энергиях;
- взрывомагнитная кумуляция энергии;
- эффекты нарушения Р- и Т-инвариантности.

Создатель нового признанного в мире направления в области лазеров на свободных электронах — объёмных лазеров на свободных электронах (ОЛСЭ).
Научная школа
Основатель и руководитель научной школы «Ядерная оптика поляризованных сред».
Подготовил 6 докторов наук (Феранчук И. Д., Тихомиров В. В., Максименко С. А., Коржик М. В., Лобко А. С., Силенко А. Я.) и 23 кандидата наук (Феранчук И. Д., Тихомиров В. В., Максименко С. А., Коржик М. В., Лобко А. С., Дубовская И. Я., Грубич А. О., Черепица С. В., Кутень С. А., Ивашин А. В., Зеге А. В., Поликарпов И. В., Рапоппорт В. В., Метелица О. Н., Луговская О. М., Коренная Л. Н., Ткачева В. И., Нгуен Ван Тхеу, Ле Тьен Хай, Гуринович А. А., Ровба А. А., Гурневич Е. А., Анищенко С. В.).

## Научные труды
Барышевский — автор более 300 научных публикаций, включая монографии:
- Барышевский В.Г. Ядерная оптика поляризованных сред. — Минск: Изд-во БГУ, 1976. — 144 с.
- Барышевский В.Г. Каналирование, излучение и реакции в кристаллах при высоких энергиях. — Минск: Изд-во БГУ, 1982. — 256 с.
- Барышевский В.Г. Ядерная оптика поляризованных сред. — М.: Энергоатомиздат, 1995. — 320 с.
- Baryshevsky V.G., Feranchuk I.D., Ulyanenkov A.P. Parametric X-Ray Radiation in Crystals: Theory, Experiment and Applications. — Springer, 2005. — 172 p. — doi:10.1007/b95327.
- Baryshevsky V.G. High-Energy Nuclear Optics оf Polarized Particles. — World Scientific, 2012. — 640 p. — doi:10.1142/7947.

## Награды и звания
- Орден «Знак Почёта» (1981, СССР);
- Заслуженный деятель науки Республики Беларусь (1996);[12]
- Орден Франциска Скорины (2001, Беларусь);
- Государственная премия Республики Беларусь в области науки и техники (2002) в области науки и техники (2003)] за цикл работ «Квантовая электродинамика и когерентные ядерные процессы в среде: квантовая и ядерная оптика» (совм. с Берестов А. В., Килин С. Я., Рудак Э. А., Тихомиров В. В., Феранчук И. Д.);[13][14]
- Заслуженный работник БГУ (2010);[15]
- Почётная грамота Высшей аттестационной комиссии Республики Беларусь (2013);
- Почётная грамота Совета Министров Республики Беларусь (2015);[16]
- Благодарность Президента Республики Беларусь (2020) — за многолетнюю научно-педагогическую деятельность, существенный личный вклад в подготовку высококвалифицированных научных работников и реализацию наукоёмких технологий в производство.